# Agrotis submolesta
Agrotis submolesta är en fjärilsart som beskrevs av Rudolf Püngeler 1900. Agrotis submolesta ingår i släktet Agrotis och familjen nattflyn. Inga underarter finns listade i Catalogue of Life.